# (38675) 2000 PT10
2000 PT10 (asteroide 38675) é um asteroide da cintura principal. Possui uma excentricidade de 0.15422580 e uma inclinação de 9.96274º.
Este asteroide foi descoberto no dia 1 de agosto de 2000 por LINEAR em Socorro.